# Mu Arae d
μ Arae d e екзопланета в системата на звездата μ Arae (Мю от Жертвеник). Масата на планетата е около половината на тази на Юпитер, в орбита е на разстояние от около 0,921 AU от звездата с период от 310,55 дни. Планетата вероятно е разположена достатъчно близо до звездата, за да получава количество ултравиолетова светлина, сравнимо с това, което Земята получава от Слънцето, но е твърде близо до звездата, за да има течна вода на повърхността си. Предвид своята маса, планетата вероятно е газов гигант без твърда повърхност.